# Galjonen (biograf)

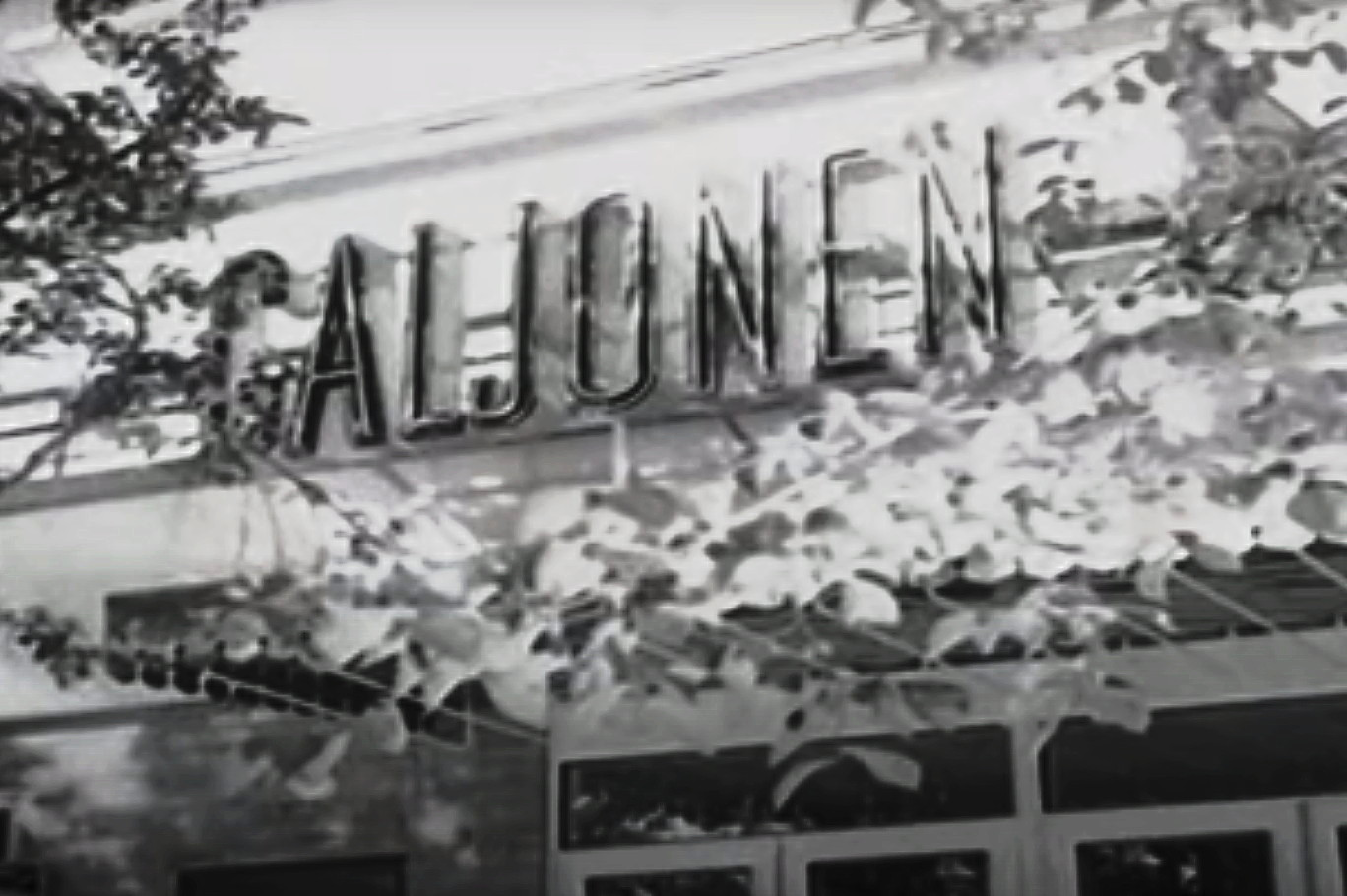
Galjonens neonskylt.

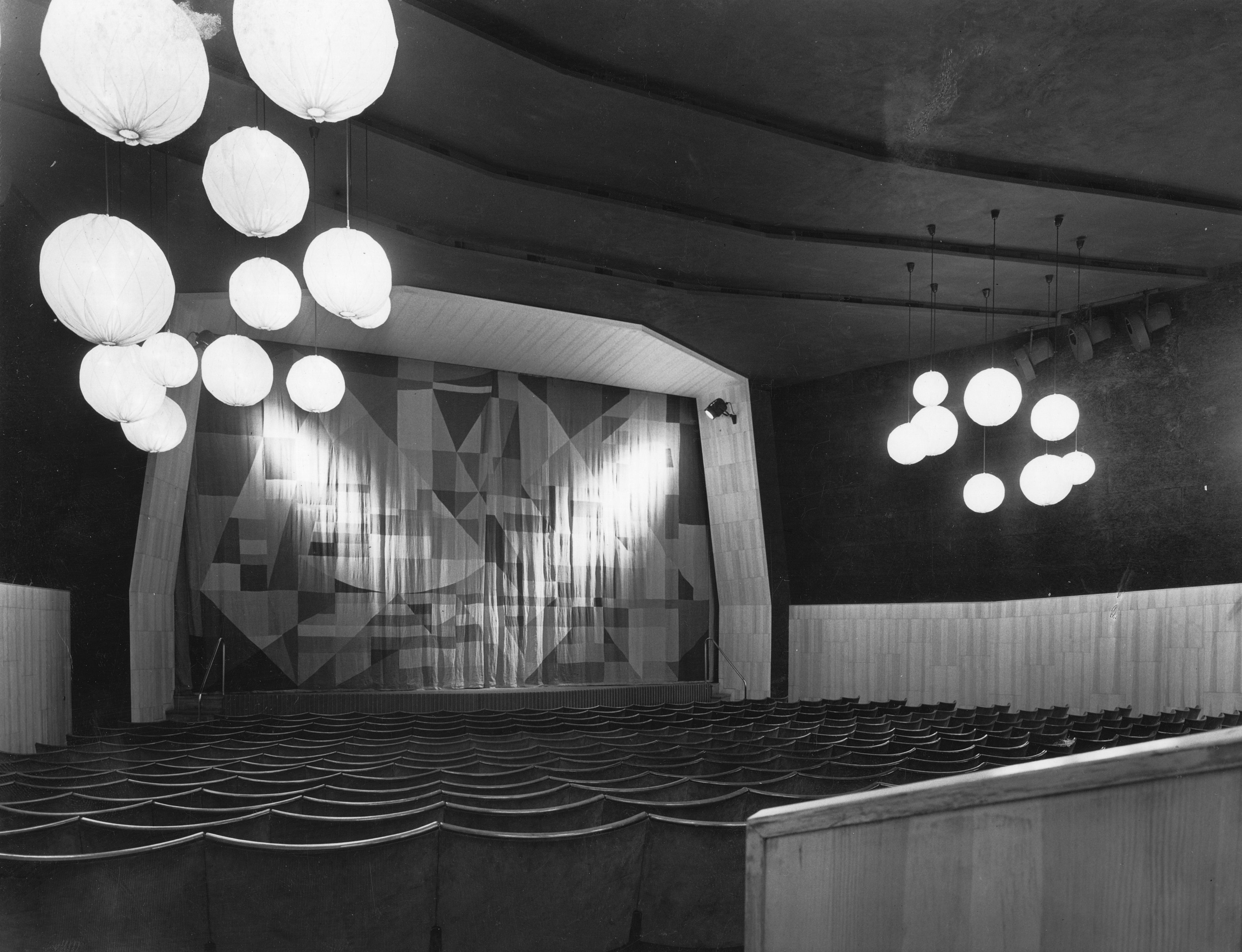
Biosalongen.

Galjonen var en biograf i det kända Gröndalska terrasshuset i stadsdelen Gröndal i södra Stockholm. Huset uppfördes åren 1949 till 1951 av byggmästaren Olle Engkvist efter ritningar av arkitektduon Sven Backström och Leif Reinius. Galjonen som biograf öppnade 1952 och lades ner 1962.

## Historia

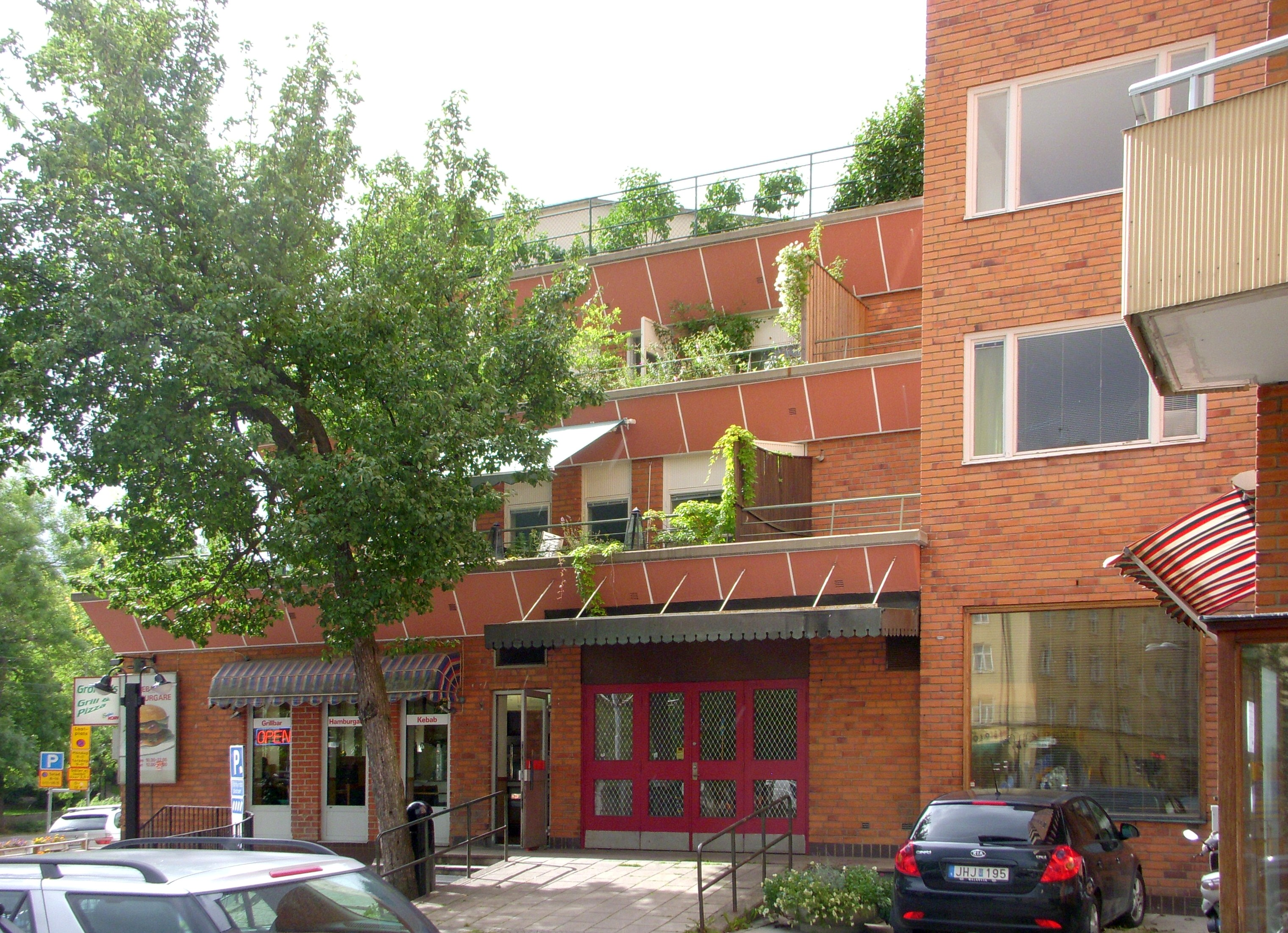
Entrén till före detta "Galjonen", 2010.

Galjonen hade sina lokaler i Galjonshuset med entrén vänd mot hörnet Gröndalsvägen / Sjöbjörnsvägen. I arkitekternas koncept ingick att Galjonen kunde nyttjas som en kulturell samlingspunkt med plats för teaterföreställningar, konserter, föreläsningar samt biograf. Salongen som hade 397 platser låg under den stora terrassen mot norr. Den hade ett tak i djup blå färg och väggarnas nedre del var klädd med  träpanel. Den mosaikmönstrade ridån var gestaltad av konstnären K-G Andersson.  Galjonen blev SF:s sjuttonde stockholmsbiograf.  Då hyrde SF in sig för 16 biokvällar i månaden. Under slutet av 1950-talet och början av 1960-talet använde SF också lokalen till musikinspelningar. 

### Biografens vidare öden
Redan efter tio år, i mars 1962 lade SF ned biografverksamheten i Galjonen. Studioverksamheten i Gröndal, som mot slutet drevs av Filmlance och Filmhusateljéerna, upphörde 1998. År 1979 byggde Svensk Filmindustris produktionsavdelning om den före detta biograf- och konsertlokalen Galjonen till en inspelningsstudio på 325 m². Idag påminner bara kopparbaldakinen över entrén om den tidigare teater- och biografverksamheten. Lokalerna nyttjas numera av Vår Teater & Kulturskolans verksamhet.